# 青春の旋風〜リトル・ヒーロー三四郎
バウ・ミュージカル『青春の旋風〜リトル・ヒーロー三四郎』（せいしゅんのかぜ リトル・ヒーローさんしろう）は、宝塚歌劇団月組が上演したミュージカル作品である。2幕。
1987年9月22日から10月4日に宝塚バウホールで上演された。
69期生の若央りさ（現在宝塚歌劇団振付スタッフ）のバウホール初主演作品、また当時研一（入団1年目）であった天海祐希が準主役級の配役に大抜擢された作品となった。

## あらすじ
柔道家を夢見る少年・三四郎の父はハワイで道場を営んでいた。ところがある日、シカゴのやくざに父を殺されてしまう。その敵を討つため恋人を残して、禁酒法時代のシカゴにたどりつく。
一方、シカゴでは不良少年グループのリーダー・レイモンドが盲目の恋人・アニーの開眼手術費用の為に密造酒を作り、少年院に入れられてしまう。
三四郎はアニーを助けた事から悪徳刑事のわなにはまり少年院に入れられるが…。
少年3人が織りなす、友情と恋の青春コメディー。

## 主な配役
- 橘三四郎[1]（一本気な武道家志望の17歳[要出典]）：若央りさ
- レイモンド・ホレシカ[1]（不良少年グループのリーダー[要出典]）：久世星佳
- ラッキー・マクドナルド[1]（通称「ジゴロのマック」、17歳[要出典]）：轟悠
- ブーン（三四郎の旧友[要出典]）：天海祐希
- ルイーズ[1]（本作品のヒロイン的存在[要出典]）:檀ひとみ
- アニー[1]（レイモンドの恋人[要出典]）：蘭玲花
- ケティー[1]:果林いずみ
- テリー・ゴードン[1]：未沙のえる
- ゴメス[1]：大和なつ希
- オハラ[1]：いつき吟夏
- 橘五郎左衛門[1]：真代朋奈
- ロイド船長[1]：波音みちる

## スタッフ
- 作・演出：石田昌也[1]
- 作曲・編曲：寺田瀧雄[1]・西村耕次[1]
- 振付：中川久美[1]
- タップ指導：宅原浩一[1]
- 装置：大橋泰弘[1]
- 衣装：任田幾英[1]
- 照明：今井直次[1]
- 制作：田中拓助[1]